# Biserica de lemn din Drăganu-Olteni

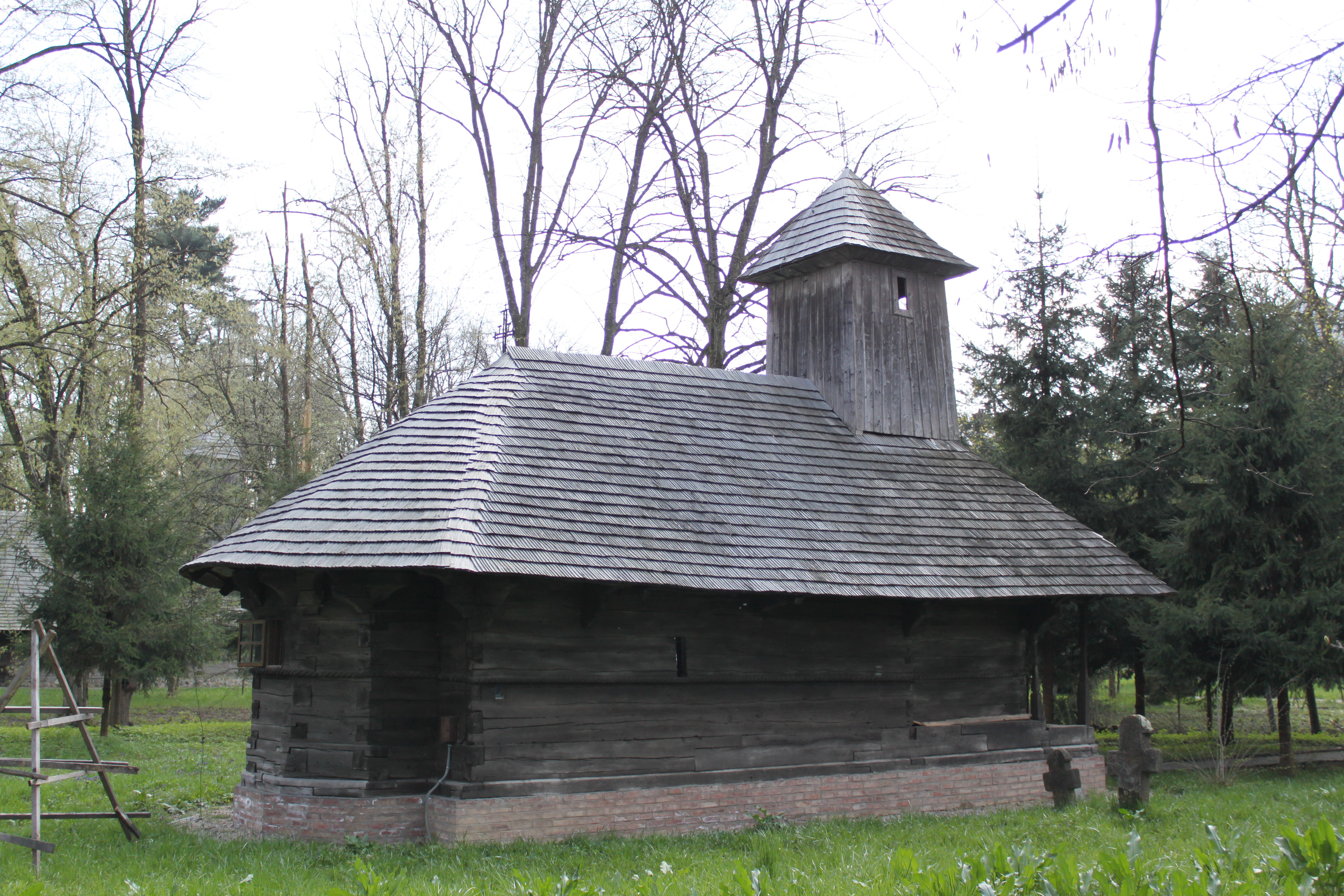
Biserica de lemn din Drăganu-Olteni, foto: 2010

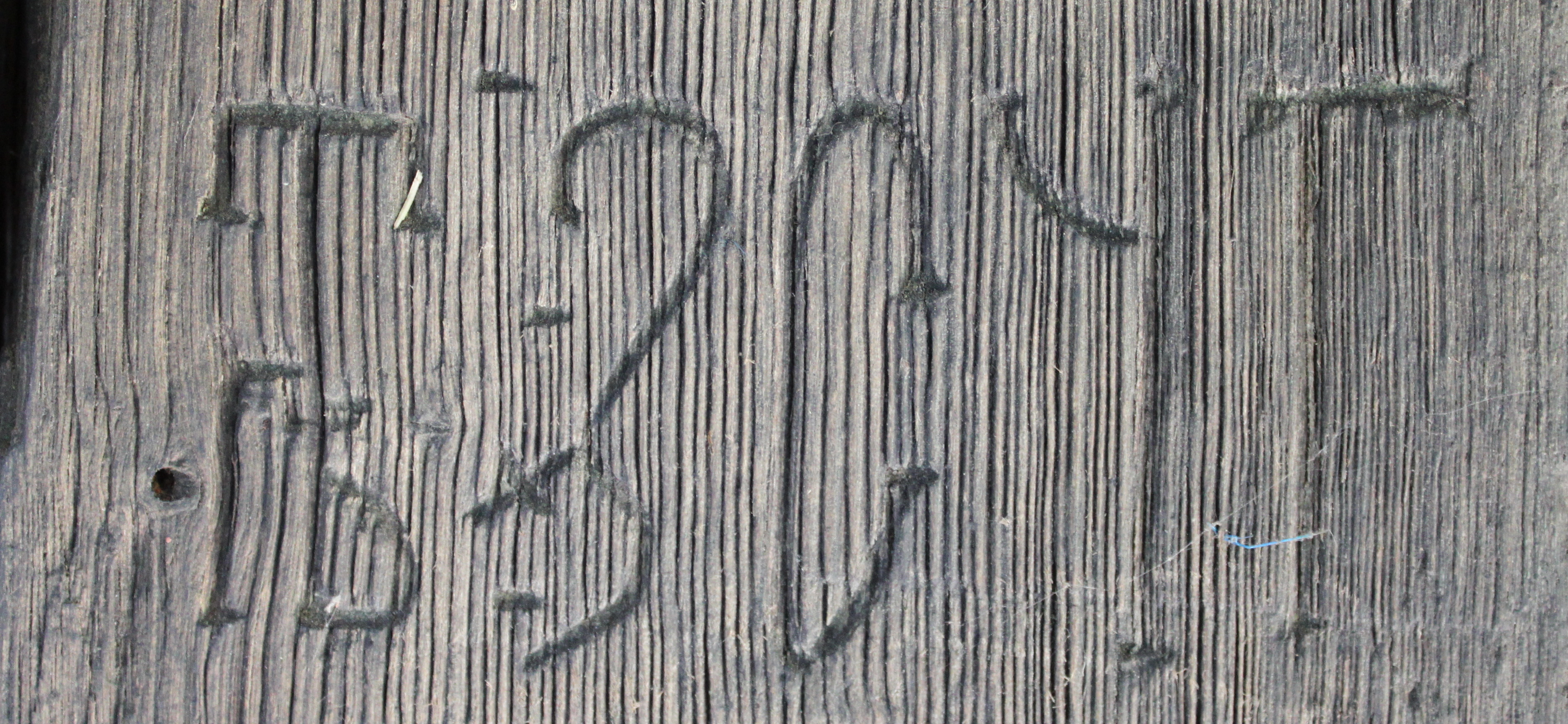
L(ea)t 7293 - anul 1785

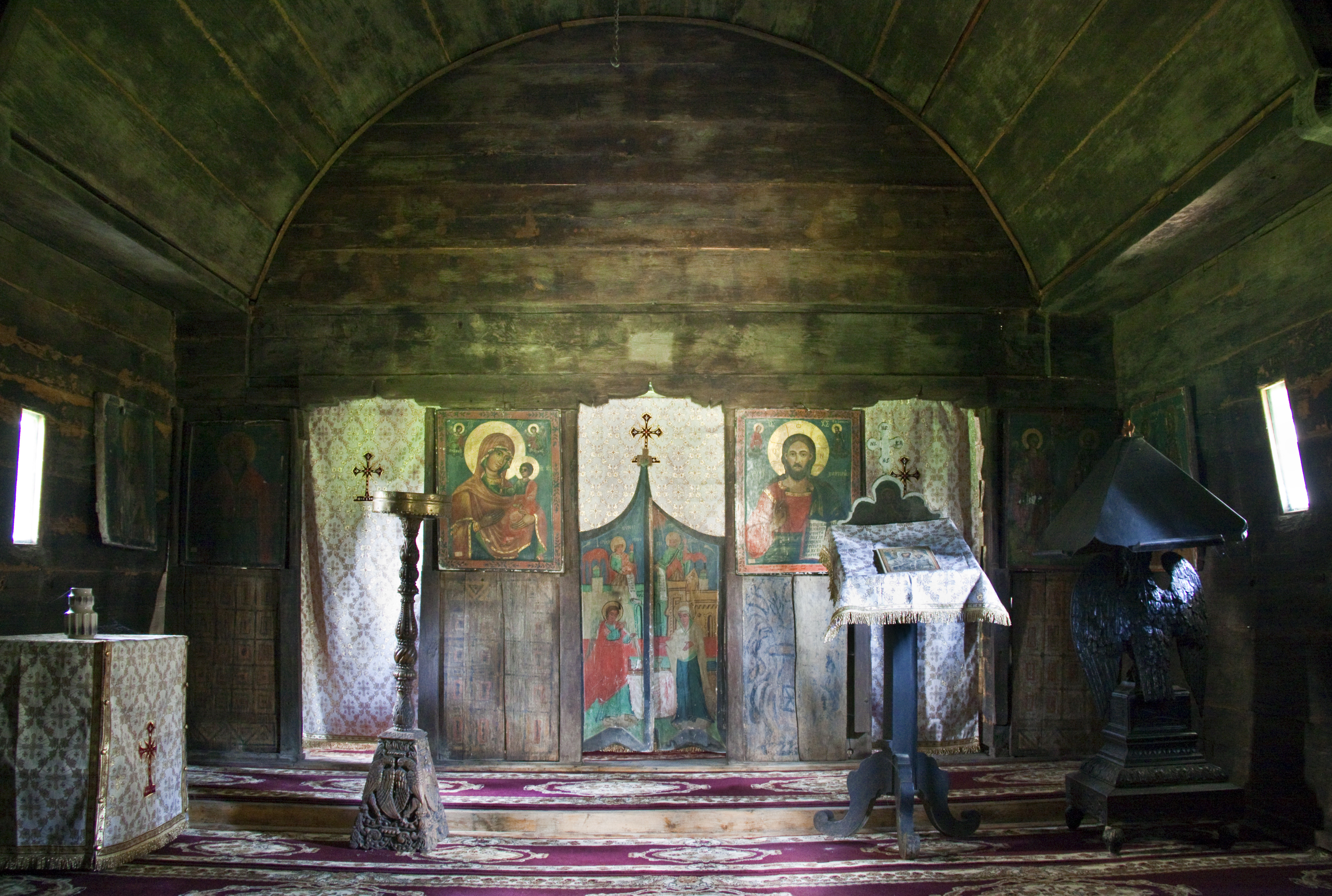
Interiorul lăcaşului, foto: 2010

Biserica de lemn din Drăganu-Olteni din comuna Drăganu, județul Argeș a fost transferată în anul 1988 și restaurată în parcul Mănăstirii Curtea de Argeș. După construirea unei noi biserici mai mari, comunitatea a uitat încetul cu încetul vechea bisericuță. Ajunsă într-o stare proastă, biserica a fost restaurată de către specialiștii Muzeului Județean Argeș, cheltuielile fiind suportate din fondurile Episcopiei. Construită în anul 1785 de către dascălul cărturar Ilie Drăgănuleanul, biserica face parte alături de biserica de lemn din  Podu Broșteni, județul Argeș și de cea din Palanga, județul Vâlcea din  Rezervația de arhitectură și artă bisericească înființată în parcul Mănăstirii Curtea de Argeș.

## Istoric și trăsături
Durată din temelie în anul 1786, de către dascălul cărturar Ilie Drăgănuleanul, pe moșia sa, din imediata apropiere a importantei stații de pe vechea cale de olac ce lega Piteștiul cu Râmnicu-Vâlcea, Biserica de lemn „Cuvioasa Paraschiva” din Drăganu-Olteni a dăinuit vreme de peste două veacuri în locurile de tainică frumusețe scăldate de firul argintiu al Băscovelului.
De la întemeierea ei între datina străbună, biserica a luminat cu adevăruri eterne sufletele locuitorilor din Drăganu, până când un nou altar al credinței în veșnicie a fost înălțat în centrul satului. De atunci, această bijuterie în lemn a fost uitată și doar vremelnicii căutători de comori tăinuite ale neamului i-au trecut cu pioșenie pragul șubrezit de ploi. În istoria monumentului, anul 1988 reprezintă momentul incontestabilei sale renașteri, prin strămutarea în parcul Mănăstirii Curtea de Argeș, operație extrem de dificilă efectuată cu trudă și dăruire de către colectivul de specialiști ai Muzeului județean Argeș, cu cheltuiala episcopiei și cu blagoslovenia ierarhului Calinic Argeșeanul. În această nouă vatră hărăzită de destin, biserica de lemn din Drăganu-Olteni dăinuie ca o impresionantă mărturie în timp despre arta remarcabilă a crucerului Marin și a ucenicilor săi: „Ioan crucer sin Radu crucer și Matei crucer”, ale căror nume sunt încrustate pe trupul locașului de cult.
Pomelnicul pictat în proscomidiar cuprindea altădată, alături de numele credincioșilor din obștea satului, pe slujitorii dintru început al bisericii: Păun erei, Dumitru erei, Vladu, Pavel și Tudor, care au contribuit la desăvârșirea importantului act ctitoricesc, după moartea dascălului Ilie. Testamentul în limba greacă incizat pe latura de sud-est a absidei altarului, în interior, relevă destinația atribuită de Ilie dascălul moșiei cumpărate de el în București: împroprietărirea țăranilor lipsiți de pământ care veniseră într-un număr apreciabil din Oltenia și se stabiliseră în acest loc, proveniență confirmată, de altfel, prin oiconimul „Olteni” din titulatura așezării Drăganu-Olteni. În patrimoniul bisericii, se află icoane împărătești pictate pe lemn de către renumitul zugrav Voicu din Pitești: „Maica Domnului cu Pruncul” (1845), „Iisus Hristos Atotțiitorul” (1845), „Sfântul Mihail și Sfântul Nicolae” (1848) ș.a.
Mărturie elocventă a artei crucerilor din zonă, biserica de lemn din Drăganu-Olteni, ctitoria luminatului dascăl Ilie, relevă capacitatea creatoare a oamenilor care și-au ctitorit viața în spațiul mioritic al Argeșului.

## Imagini

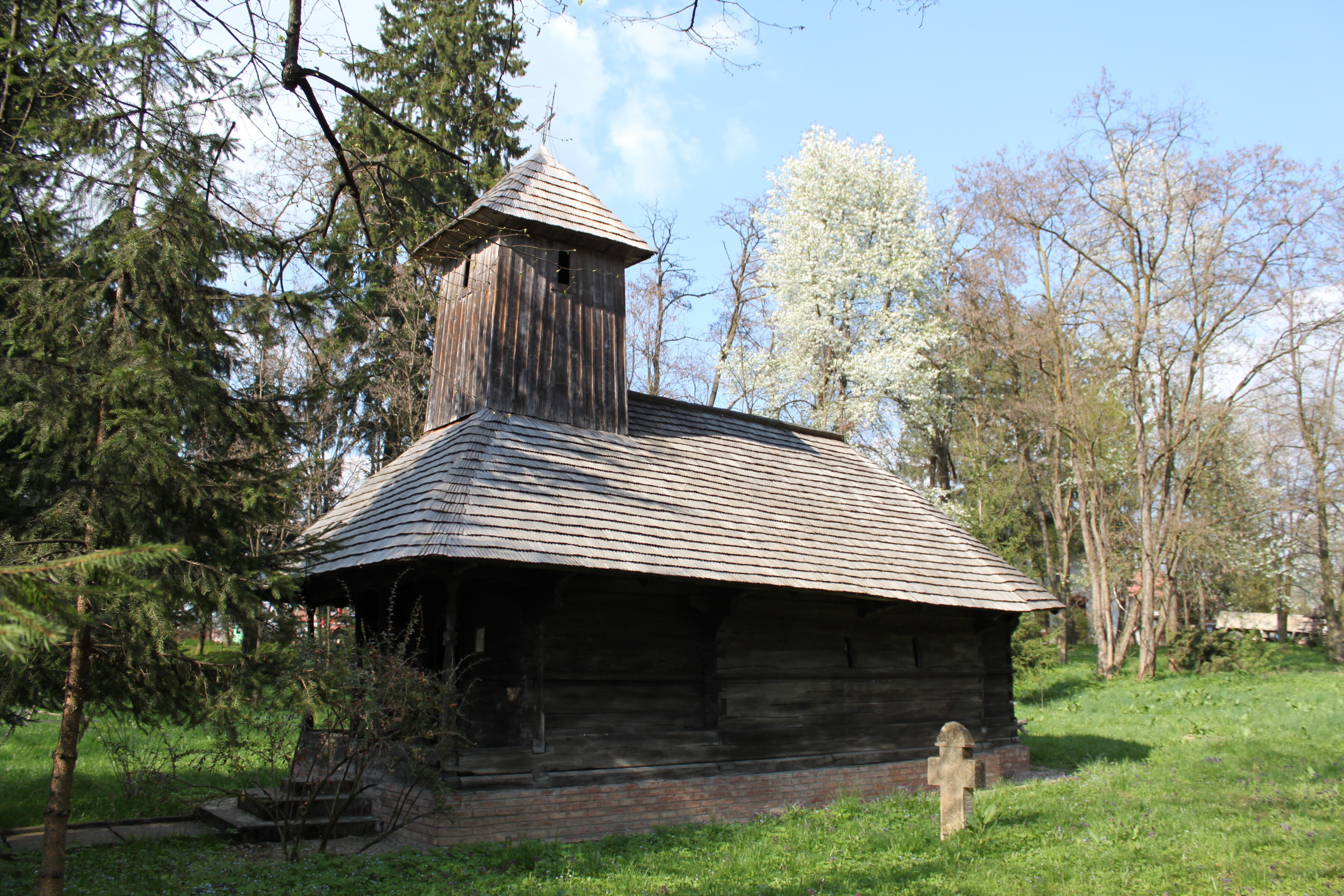
sud-vest
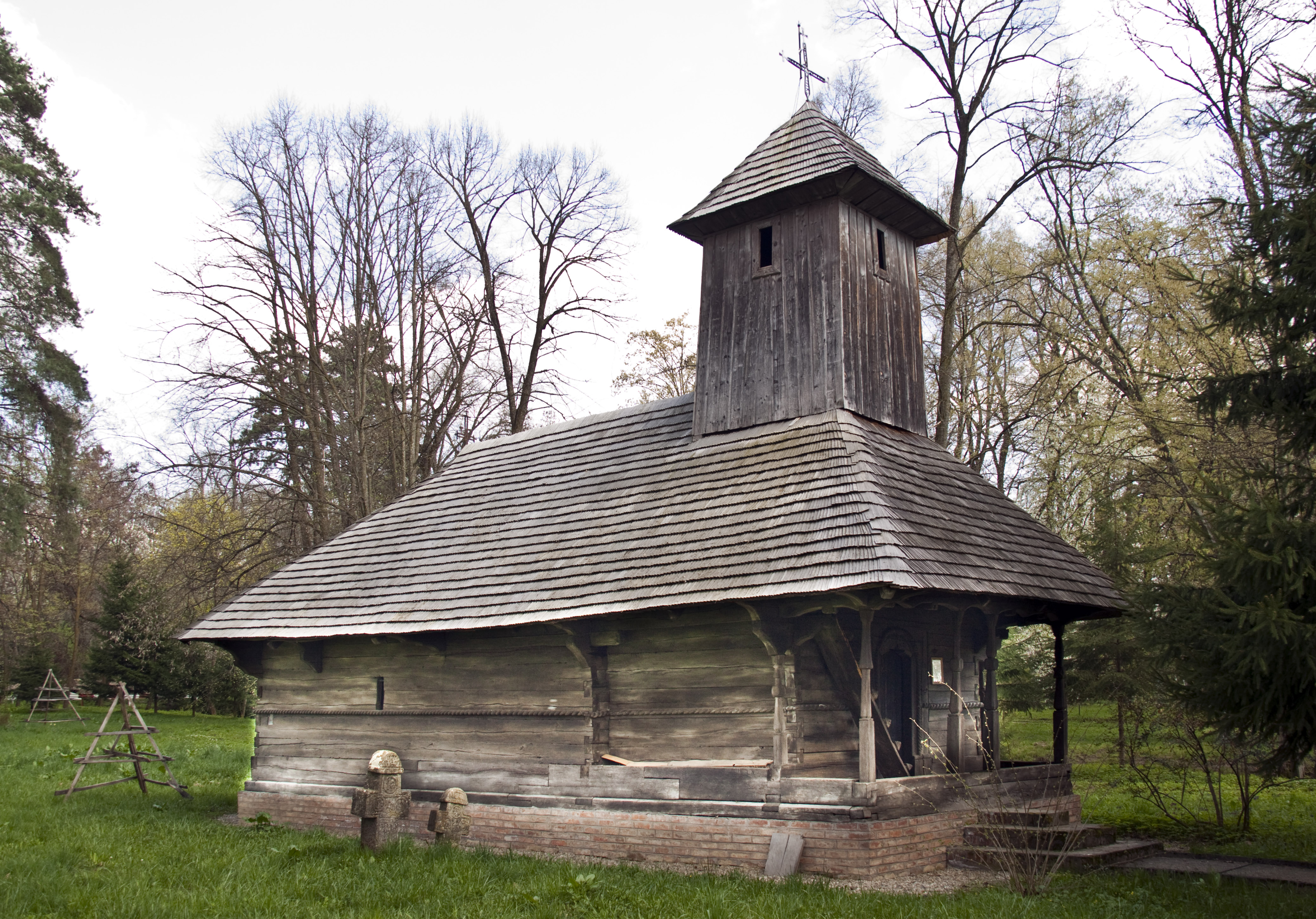
nord-vest
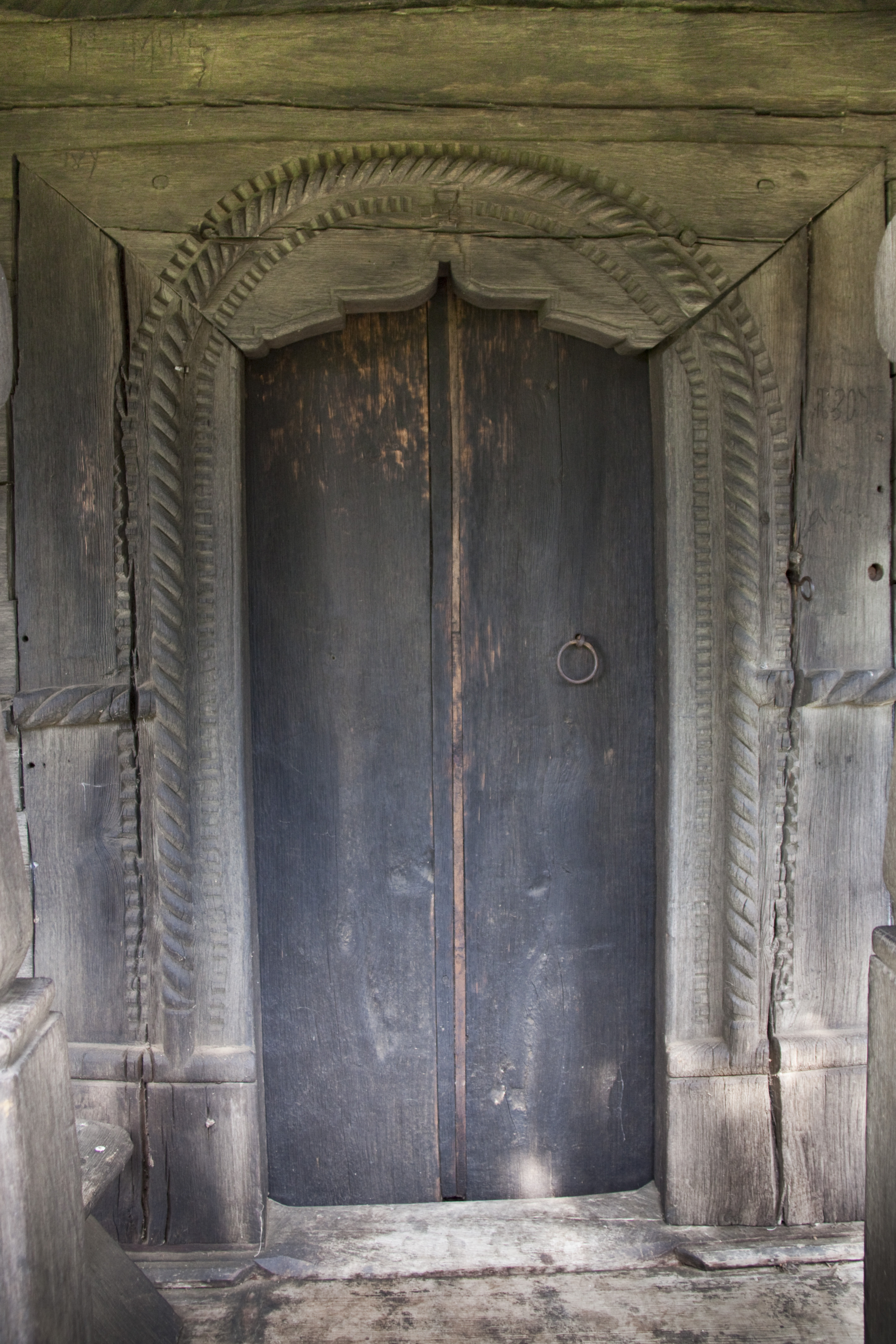
portalul intrării